# Марфино (Астраханская область)
Ма́рфино — село в Володарском районе Астраханской области, административный центр Марфинского сельсовета.
Находится на левом берегу, в дельте реки Волги, в 75 км от областного и в 15 км от районного центра.

## История села
Село первоначально имело наименование «Вшивое». Имеется описание (сказание), объясняющее причину такого наименования.

Плыли в давние времена казачьи струги по Бузану — реке. Притомились гребцы, видят на бугре корчма. Пристали струги к берегу, а хозяйка корчмы Марфа не пускает казаков, как безденежных, но увидев золото и серебро у казаков, встретила их Марфа, угостила и спать положила, да только уснуть казакам не пришлось, вши заели. Тогда и назвали они бугор «Вшивым», а возникшее здесь селение Марфино.
В 1765 году императрица Екатерина II дала согласие на продажу дворянам свободных земель понизовья Волги.
В 1926-1931 и 1944-1963 годах Марфино было центром Марфинского района.
В Астраханском историко-архитектурном музее есть монеты XIV—XV веков, найденные около села Марфино.

## Люди, связанные с селом
- Марков, Александр Сергеевич — советский и российский историк-краевед, родился и вырос в Марфино.